# كلية بيمبروك
كلية بيمبروك، أكسفورد (بالإنجليزية: Pembroke College, Oxford)‏ هي إحدى كليات لجامعة أكسفورد في إنجلترا، وتقع في ميدان بيمبروك. تأسست الكلية عام 1624 من قبل الملك جيمس الأول ملك إنجلترا، مستخدمة جزئياً منحة التاجر توماس تيسدال، وسميت على اسم ويليام هربرت، إيرل بيمبروك الثالث، وكبير أمناء البلاط، ثم مستشار الجامعة.
مثل العديد من كليات أكسفورد، اعترفت بيمبروك بأول مجموعة مختلطة الجنس في عام 1979، بعد أن كانت تقبل الرجال فقط في السابق. اعتبارًا من عام 2019، كان لدى بيمبروك وقف مالي يُقدّر بنحو 63 مليون جنيه إسترليني. تقدم بيمبروك دراسة جميع الدورات التي تقدمها الجامعة تقريبًا.
السير إرنست رايدر، قاضي الاستئناف السابق، أصبح رئيس الكلية منذ يوليو 2020.

## وصلات خارجية
- موقع كلية بيمبروك الرسمي